# Aliya Mustafina
Aliya Fargatovna Mustafina ou Moustafina (en russe : Алия Фаргатовна Мустафина) est une gymnaste artistique russe, née le 30 septembre 1994 à Iegorievsk. Elle est la fille du lutteur Fargat Mustafin. Elle est considérée comme la « reine de la gymnastique » et comme une des meilleures gymnastes de l'histoire. Elle est notamment appréciée pour sa beauté, sa grâce et son élégance.

## Palmarès

### Jeux olympiques
- Londres 2012
  -  médaille d'or aux barres asymétriques
  -  médaille d'argent au concours par équipes
  -  médaille de bronze au concours général individuel
  -  médaille de bronze au sol

- Rio 2016
  -  médaille d'or aux barres asymétriques
  -  médaille d'argent au concours par équipes
  -  médaille de bronze au concours général individuel

### Championnats du monde
- Rotterdam 2010
  -  médaille d'or au concours par équipes
  -  médaille d'or au concours général individuel
  -  médaille d'argent au sol
  -  médaille d'argent au saut de cheval
  -  médaille d'argent aux barres asymétriques
  - 7e place à la poutre

- Anvers 2013
  -  médaille d'or à la poutre
  -  médaille de bronze au concours général individuel
  -  médaille de bronze aux barres asymétriques

- Nanning 2014
  -  médaille de bronze au concours par équipes
  -  médaille de bronze à la poutre
  -  médaille de bronze au sol
  - 4e au concours général individuel

- Doha 2018
  -  médaille d'argent au concours par équipes

### Championnats d'Europe
- Birmingham 2010
  -  médaille d'or au concours par équipes
  -  médaille d'argent aux barres asymétriques
  -  médaille d'argent à la poutre
  - 8e place au sol

- Bruxelles 2012
  -  médaille d'argent au concours par équipes

- Moscou 2013
  -  médaille d'or au concours général individuel
  -  médaille d'or aux barres asymétriques

- Sofia 2014
  -  médaille d'argent aux barres asymétriques
  -  médaille de bronze au concours par équipes
  -  médaille de bronze à la poutre

- Berne 2016
  -  médaille d'or au concours par équipes
  -  médaille d'or à la poutre
  -  médaille de bronze aux barres asymétriques

### Jeux européens
- Baku 2015
  -  médaille d'or au concours par équipe
  -  médaille d'or au concours général individuel
  -  médaille d'or aux barres asymétriques
  -  médaille d'argent au sol

### Universiades
- Kazan 2013
  -  médaille d'or au concours par équipe
  -  médaille d'or au concours général individuel
  -  médaille d'or aux barres asymétriques
  -  médaille d'argent à la poutre
  - 9e place au sol

### Autres
- American Cup 2011 :
  -  2e au concours général